# Terapia multimodal
La terapia multimodal es el enfoque psicoterapéutico de orientación cognitivo-conductual fundado por Arnold A. Lazarus, cuyo principio básico es la concepción de los humanos como seres biológicos que piensan, sienten, actúan, perciben, imaginan e interactúan; razón por lo cual cada una de estas «modalidades» debe abordarse en tratamiento psicológico.

## Desarrollo
En 1958, Arnold Lazarus fue el primero en introducir los términos «terapia de conducta» y «terapeuta de conducta» en la literatura profesional. Para la década de los años 1970 comenzó a desarrollar la terapia multimodal (TM) que se originó en el contexto de la terapia de comportamiento y, más tarde, en el marco de la terapia cognitivo-conductual (TCC). Comenzó con la inclusión de tratamientos más allá de los tradicionales del conductismo; bajo la visión de que para que una terapia sea eficaz debe incluir todas las técnicas empíricamente probadas independientemente de su origen, además de adaptar el tratamiento a las características de cada individuo. Esta postura ocasionó la ruptura de Lazarus con su compañero y amigo Joseph Wolpe quien no estuvo de acuerdo en la inclusión de técnicas ajenas a la terapia de la conducta.

## Supuestos básicos
Al igual que otra terapias cognitivo-conductuales, la TM se desarrolla sobre una conversación dinámica con el cliente; sin embargo en ésta se hace uso de técnicas eclécticas que se ajusten a las necesidades particulares de cada persona. Esta adecuación se realiza a partir de la evaluación (mediante el uso del «Cuestionario multimodal sobre la historia de vida») de diversas dimensiones o «modalidades» que interactúan entre sí como son la cognición, el afecto, lo somático, las relaciones interpersonales y la conducta. El análisis funcional permite centrarse en los conflictos más significativos e incluso no tratar alguna.
Cabe destacar que el eclecticismo de la TM es un «eclecticismo técnico», esto significa que se pueden emplear técnicas de casi cualquier sistema psicoterapéutico relacionado pero sin la necesidad de integrar la teoría tras estas. Sobre este enfoque, Lazarus declaró:

[…] si bien un científico no debe ser ecléctico, un clínico no debe permitirse el lujo de no serlo.
Lazarus (1981, citado por Franks, 1991; a su vez citado por Díaz Cruz, 2001).

Al igual que la terapia racional emotiva conductual (TREC) de Albert Ellis o la terapia cognitivo-conductual de Aaron T. Beck, la TM incluye métodos variados (propios o adoptados) consistentes en diversas técnicas cognitivas, emotivas y de comportamiento para asistir los conflictos que pueda tener un paciente.

### Dimensiones interactivas
La evaluación y el tratamiento multimodal consta de siete dimensiones interactivas y recíprocamente influyentes de la personalidad identificadas por el acrónimo en inglés «BASIC ID»:
- Behaviour — conducta
- Affect — afecto
- Sensation — sensación
- Imagery — imaginería
- Cognition — cognición
- Interpersonal — interpersonal
- Drugs & biology — drogas y biología

Estas siglas han sido adaptadas al español como «BASICCoS»
- Biológico
- Afectivo
- Sensorial
- Imaginación
- Cognición
- Conducta
- Relaciones Sociales

## Eficacia
El propio Lazarus, basándose en diferentes estudios, estimó que la eficacia  de la TM Multimodal con diferentes pacientes es del 75%, superando así a otra psicoterapias.